# Ajay Sharma
Ajay Kumar Sharma (Hindi अजय कुमार शर्मा; * 3. April 1964 in Delhi, Indien) ist ein ehemaliger indischer Cricketspieler, der zwischen 1988 und 1993 für die indische Nationalmannschaft spielte. Seine Karriere endete, als er wegen Wettbetrug lebenslang gesperrt wurde, jedoch wurde er von diesen Vergehen im Jahre 2014 freigesprochen.

## Aktive Karriere
Pandit gab sein First-Class-Debüt in der Saison 1984/85 und er spielte in der Folge für Delhi. Sein Debüt in der Nationalmannschaft absolvierte er bei der Tour gegen die West Indies im Januar 1988. Dabei absolvierte er einen Test, der trotz seiner herausragenden Leistungen im First-Class-Cricket sein einziger bleiben sollte. Jedoch konnte er sich im ODI-Team etablieren. Er gewann in der Saison 1988/89 mit dem Team den Asia Cup 1988. Kurz darauf konnte er gegen Neuseeland zwei Fifties (52* und 50 Runs) erzielen, wobei er beim ersten als Spieler des Spiels ausgezeichnet wurde. Bei einem heimischen Sechs-Nationen-Turnier im Oktober 1989 gelangen ihm drei Wickets (3/41) als Bowler gegen Australien, wofür er erneut ausgezeichnet wurde. Nach dem Ende der Saison wurde er jedoch zunächst nicht mehr im Nationalteam berücksichtigt.
In der Saison 1992/93 kam er noch ein Mal zurück ins ODI-Team. Gegen Simbabwe gelang ihm ein Fifty über 59* Runs. Doch nach sporadischen Einsätzen im verbliebenen Jahr, wurde er an dessen Ende aus dem Kader gestrichen. In der Folge spielte er weiter für Delhi. Nachdem es im März 2001 bei der Tour in Südafrika zu einem Wettskadal um den südafrikanischen Kapitän Hansie Cronje gab, war auch Sharma’s Freund, Mohammed Azharuddin in den Skandal involviert, da Cronje ihn beschuldigte ihn zu den Buchmachern vermittelt zu haben. Eine indische Zeitung veröffentlichte daraufhin, dass Sharma mehrere Telefongespräche mit Azharuddin während der Tour gemacht habe und womöglich ebenfalls Kontakt zu den Buchmachern hatte. Nach der folgenden Untersuchung des Central Bureau of Investigation wurde Sharma dann im November 2000 neben Azharuddin lebenslang gesperrt. Damit war seine Karriere beendet.

## Nach der aktiven Karriere
Im Jahr 2014 wurde er von einem Gericht in Delhi von allen Anschuldigungen um den Wettbetrug freigesprochen. Seinen offiziellen Rücktritt vom Cricket erklärte er jedoch erst 2017. Ab der Saison 2022/23 übernahm er die Rolle als Coach für Jammu and Kashmir.